# Grant Thornton Tower
Grant Thornton Tower es una torre de oficinas situada en Chicago, diseñada por la firma Kohn Pedersen Fox Associates.
Antes de la finalización, en 1990, el diseño de torres gemelas fue premiado con el Premio de Arquitectura del Chicago Athenaeum "Mejor edificio". El premio fue recibido por uno de los diseñadores principales, Kevin P Flanagan. 
El edificio de 50 plantas se eleva 756 ft (230 m) en el Loop y fue completado en 1992, en el lugar de la estación de autobús Greyhound de Chicago. Previamente, una estructura en el 111 de West Washington era conocida como el Chicago Title & Trust Building. Después de que CT&T se trasladara a la nueva torre en 1992, su antigua sede pasó a ser conocida como Burnham Center.
Se refiere a veces a la nueva estructura como la Chicago Title Tower'. Una de las características más notables de la torre es su techo inclinado en el lado este de los pisos superiores. Por la noche, la parte superior del edificio se ilumina, creando una presencia memorable en el skyline de Chicago.
El edificio pretendía originalmente tener una gemela en el 181 de N. Clark Street, pero el plan ha sido reducido dos veces: primero después de la finalización de la primera torre, y otra vez en 2001 después de los ataques terroristas del 11 de septiembre. Un aparcamiento de varias plantas ocupa actualmente el espacio donde la torre norte podría ser construida algún día.